# Фрасимед
Фрасимед (др.-греч. Θρασυμήδης). Персонаж древнегреческой мифологии Сын Нестора и Анаксибии (либо Евридики). Отец Силла.
Участник Троянской войны. По версии, привел под Трою 15 кораблей. В «Илиаде» убил 1 троянца. Всего убил 2 воинов. Сидел в троянском коне.
Могила неподалёку от Пилоса.